# Eurya vestita
Eurya vestita är en tvåhjärtbladig växtart som beskrevs av De Wit. Eurya vestita ingår i släktet Eurya och familjen Pentaphylacaceae. Inga underarter finns listade i Catalogue of Life.